# مناظرة

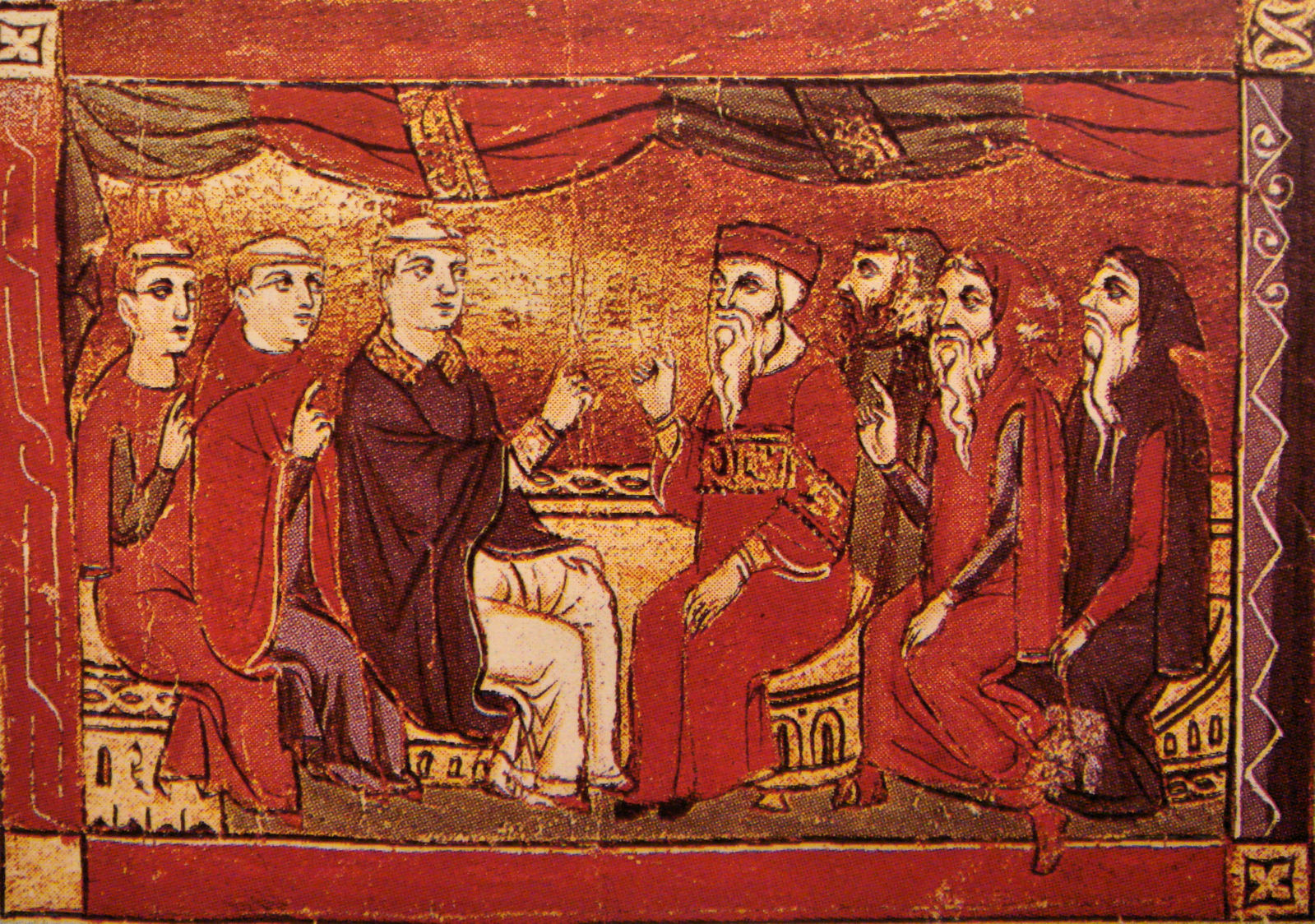

المناظرة هي نوع مرتب أو رسمي من المناقشة وتختلف المناظرة عن المناقشة المنطقية التي تدور إثبات الحقيقة كما تختلف عن الجدل المعتمد على البلاغة والإقناع، فالمناظرة وإن اعتمد النقاش المنطقي وشيء من العاطفة فهو ينجح ويثبت نفسه عند متابعيه بحسب قوة السياق وخطة الحوار المتقنة ومرونتها.
وتهدف دراسة فن الحوار لجعل الشخص متمكناً من موقفه بسهولة. وقد لا يهدف الحوار لإثبات أمور سياسية أو اقتصادية بل لكل نوع من التنافس العام بغرض تنمية المهارات في المدارس والجامعات.
إذا نستطيع أن نسمي الحوار الهادف لاستخراج الحقيقة نقاشاً. والنقاش له آداب وضوابط من أهمها: النقاش مع المخالفين بخلق رفيع وتقبل أرائهم بسعة صدر دون انزعاج ممن يخالفنا الرأي، بل باحترام الرأي والرأي الآخر، فليس المقصود بالنقاش التغلب على الآخرين أو إفحامهم. بقدر ما هو سعيٌ دؤوب وراء الحقيقة، فالغاية من النقاش اثبات صحة الفكرة وليس اثبات الذات.

## أصل المناظرة
المناظرة في اللغة مأخوذة من النظير أو من النظر بمعنى الإبصار أو الانتظار وفي الاصطلاح هي النظر بالبصيرة من الجانبين المعلل والسائل بغرض إظهار الصواب. وعلم المناظرة علم عربي أصيل يختص بدراسة الفعالية التناظرية الحوارية من خلال تقعيد قواعدها المنطقية وشروطها الأخلاقية بقصد تطوير أسلوب المباحثة التي تتم بين طرفين يسعيان إلى إصابة الحق في ميدان من ميادين المعرفة، حيث يواجه كل طرف الطرف الآخر بدعوى يدعيها ويسندها بجملة من الأدلة المناسبة، يواجهها في ذلك اعتراضات الخصم.

### أصل النقاش
إن الجذر من ناقش يناقش مناقشة أو نقاشاً هو: نقش وقد ورد في أساس البلاغة ما يلي: يقال: ثوب منقوش ومنقّش. ونقش في خاتمة كذا، وفيه نقش ونقوش. وانتقش الرجل على فصّه: أمر أن ينقش عليه. تقول: اضطربت خاتماً وانتقشت على فصّه. ونقَش الشوكة وانتقشها: استخرجها. ونقش الشّعر بالمنقاش: نتفه بالمنتاف. وناقشه الحساب وفي الحساب. وعن عائشة بنت أبي بكر «من نوقش الحساب عذّب».
ومن المجاز: استخرجت منه حقي بالمناقيش إذا تعبت في استخراجه. وانتقش منه حّقه. وإذا تخيّر الرجل رجلاً لنفسه قالوا: جاد ما انتقشه لنفسه. ونقش الرحى: نقرها.

## آداب المناظرة
- 1- حسن القصد:

قال يوسف ابن الإمام ابن الجوزي: "وأول ما تجب البداية به حسن القصد في إظهار الحق".
وقال الخطيب البغدادي: "ويخلص النية في جداله؛ بأن يبتغي به وجه الله".
- 2- استظهار مذهب المخالف: قال الشيخ ابن عثيمين: "لا ينبغي للإنسان أن يدخل مجادلة أحد إلا بعد أن يعرف حجته".[6]
- 3- مراعاة قدر المناظِر:  عن أم المؤمنين عائشة بنت أبي بكر الصديق قالت: (أمرنا رسول الله أن ننزل الناس منازلهم).[7]

وقال إمام الحرمين الجويني: "وعليك المحافظة على قدرك، وقدر خصمك، وإنزال كل أحد في وجه كلامك معه درجته ومنزلته، فتميز بين النظير، وبين والمسترشد، وبين الأستاذ".
- 4- المجادلة بالحسنى:

قال الله تعالى: (ادْعُ إِلَى سَبِيلِ رَبِّكَ بِالْحِكْمَةِ وَالْمَوْعِظَةِ الْحَسَنَةِ وَجَادِلْهُمْ بِالَّتِي هِيَ أَحْسَنُ إِنَّ رَبَّكَ هُوَ أَعْلَمُ بِمَنْ ضَلَّ عَنْ سَبِيلِهِ وَهُوَ أَعْلَمُ بِالْمُهْتَدِينَ) [النحل:125].
قال أبو إسحاق الشاطبي في فوائد المجادلة بالحسنى واللين والرفق: "لأن ذلك أدعى إلى القبول وترك العناد، وإطفاء نار العصبية".
- 5- الاتفاق على الأسس:

قال الشيخ عبد الرحمن السعدي: "ينبغي لمن ناظر غيره أن يؤسس الأسس التي يتفق عليها المتناظران، ثم إذا حصل الاتفاق وتم الالتئام، انتقل منه إلى المواضع المختلف فيها بلطف وهدوء".
- 6- تحرير محل النزاع: والمقصود به: تحديد الأمور المتفَق عليها واستبعادها من ساحة النقاش، وتعيين محل الخلاف ومناقشته بمفرده. وإخراج الصور التي قد تلتبس بالمسألة ويظن أنها داخلة فيها، فبعض المسائل تتشعب فروعها إلى مسائل متعددة، وبتحرير محل النزاع يتم تحديد الفرع المراد بحثه. وتحرير محل النزاع يقلل من الخلاف كما قال شيخ الإسلام ابن تيمية: "فَإِنَّ كَثِيرًا مِنْ نِزَاعِ الْعُقَلَاءِ لِكَوْنِهِمْ لَا يَتَصَوَّرُونَ مَوْرِدَ النِّزَاعِ تَصَوُّرًا بَيِّنًا".[11] ولذا ينبغي استعمال الواضح من الألفاظ، واجتناب المجمل منها، قال الشيخ محمد الأمين الشنقيطي: "ومنها أن يتجنبا غرابة الألفاظ وإجمالها".[12]

## القواعد الشكلية للحوار
وتكون المناظرات أو الحوارات الرسمية ذات قواعد محددة تسمح بتوزيع الأوقات وتفاعل المتحاورين وتفاعل الجمهور أحياناً، فمثلاً في سلسلة حوارية طبعتها دار الفكر «حوارات لقرن جديد» يكتب كلا المتحاورين بحثاً عن موضوع بعدد صفحات معين ثم يعطي البحث للمحاور الآخر ويطلب منه كتابة رد بعدد صفحات أقل وتنشر النصوص الأربعة، أما في برنامج مناظرات الدوحة التي تجريه قناة BBC فعلى الأغلب يستدعى أربعة أشخاص وجمهور متنوع ويقوم مدير الحوار بتوزيع الوقت بين المتحاورين والجمهور حسب القضية المحددة ويسمح ببعض الاستثناءات اللازمة لإحكام الأفكار أو مناقشتها من الطرف الثاني، وفي أدبيات الحضارة العربية الإسلامية كتابات كثيرة عن أدب الحوار وتقنياته ومنها «الفنقلة» وهي استباق رأي الخصم بعبارة «فإن قلت كذا قلنا كذا».

## اهمية المناظرات
- تعزيز الثقة بالنفس والإتزان وتقدير الذات لدى المتعلمين. [13]
- اكتساب معارف متعددة والخوض في علوم شتى خارج نطاق المواد الدراسية للمتعلمين.
- توفير أنشطة تعزز الانخراط الحيوي والفعال للمتعلمين.
- تعزيز القدرة على بناء وتنظيم الأفكار.
- تطوير مهارات التفكير العليا ومهارات التفكير النقدي.
- تنمية مهارات التحليل والبحث العلمي وتدوين الملاحظات لدى المتدربين.
- تطوير قدرة المتعلمين على الإتزان وتقديم الحجج البناءة واستخدام المنطق والأدلة.
- تطوير القدرة على بناء وتقديم الخطب الفعالة.
- التشجيع على العمل الجماعي.
- توطيد مفهوم التركيز في الحديث والحوار والاستماع والإصغاء في الاذهان.

## المناظرة التنافسية
في المناظرات التنافسية، تتنافس الفرق ضد بعضها ويُقيّم الفائز من خلال قائمة من المعايير التي تستند عادةً إلى مفاهيم «المحتوى والأسلوب والاستراتيجية». هناك العديد من الأساليب والمنظمات والقواعد المختلفة للمناظرة التنافسية.
يحدث الجدال التنافسي على المستوى المحلي والوطني والدولي.
في المدارس والكليات، غالبًا ما تأخذ المناظرة التنافسية شكل مسابقة ذات قواعد واضحة. ويمكن أن يرأسها مُحكّم أو أكثر من المحكّمين. يسعى كل من الطرفين للفوز ضد الآخر مع اتباع القواعد. عادةً ما يكون أحد الأطراف يوافق (يُعرف أيضًا باسم «مع» أو «إيجابي» أو «مؤيد») أو يعارض (يُعرف أيضًا باسم «ضد» أو «سلبي» أو «معارض») لبيان أو اقتراح أو جدال أو قرار. يجب على الجانب «مع» توضيح النقاط التي تدعم الاقتراح؛ يجب على الجانب «ضد» دحض هذه الحجج بما فيه الكفاية لتكذيب الطرف الآخر. لا يُطلب من الجانب «ضد» اقتراح بديل ولكن يجب عليه إثبات نفيه إذا لم يكن هناك موقف آخر ممكن. على سبيل المثال، دعنا نقول إن قيمة «إكس» هي قيمة منطقية تحمل إحدى القيمتين فقط. إذا كان الجانب «مع» يقول إن إكس صحيحة، فيجب أن يقول الجانب «ضد» أن إكس خاطئة. لا يمكن للجانب «ضد» أن يقول ببساطة «أنا غير مقتنع بأن إكس صحيحة» إذا كان كلاهما يريد الجدال حول ذلك. يتعين على الطرفين تبني مواقفهما والدفاع عنها. خلاف ذلك، فهو ليس جدالًا، بل مجرد مناقشة للجدل حيث يحاول أحد الأطراف فقط إقناع الجانب الآخر أو المستمعين الآخرين بموقفه.

### أشكال المناظرة التنافسية

#### الخطاب الارتجالي
الخطاب الارتجالي هو أسلوب لا يتضمن أي تخطيط مسبقًا، وفريقين لكل منهما متحدث أول وثاني. في حين أن غالبية الحكّام سوف يسمحون للمناظرين بالاستشهاد بالأحداث الجارية والإحصائيات المختلفة (التي قد يشك الخصم في مصداقيتها)، فإن البحث الوحيد المسموح به هو مقال أو أكثر من المقالات المقدمة للمناظرين إلى جانب القرار قبل المناظرة بفترة وجيزة. تبدأ هذه المناظرة بخطاب إيجابي بنّاء من المتحدث الأول، متبوعة بخطاب سلبي؛ ثم خطاب إيجابي ثم سلبي للمتحدث الثاني على التوالي. مدة كل خطاب سابق ست دقائق، وتليها دقيقتان من الاستجواب الشامل. ثم، هناك دحض لإيجابي وسلبي المتحدث الأول، ودحض للمتكلم الثاني السلبي والإيجابي، على التوالي. هذه الخطب تستغرق كل منها أربع دقائق. لا يمكن طرح أي نقاط جديدة في الجدال خلال عمليات النقض.
يركز نمط المناظرة هذه عمومًا على ثلاثة ادعاءات رئيسية، رغم أن الفريق يمكنه أحيانًا استخدام اثنين أو أربعة. من أجل أن يفوز الجانب الإيجابي، يجب هزيمة جميع الادعاءات السلبية، ويجب ترك جميع الادعاءات الإيجابية قائمة. يجب ربط معظم المعلومات المقدمة في النقاش لدعم أحد هذه الادعاءات أو «وضع إشارة». يتشابه الخطاب الارتجالي كثيرًا مع الأشكال المعروفة باسم مناظرة السياسة العامة ومناظرة الكونغرس. ومع ذلك، فإن أحد الاختلافات الرئيسية بين الاثنين هو أن الخطاب الارتجالي يركز بشكل أقل على تنفيذ القرار. أيضًا، يُنظر إلى الخطاب الارتجالي في المزيد من المجالات، خاصة في الولايات المتحدة، كشكل من أشكال الخطاب، والذي يعتبر منفصلًا عن المناظرة، أو في حد ذاته شكلًا من أشكال المناظرة مع عدة أنواع من الأحداث.

#### المناظرة بأسلوب أكسفورد
المناظرة بأسلوب أكسفورد، المستمد من مجتمع المناظرة لاتحاد أكسفورد في جامعة أكسفورد، هي شكل من أشكال المناظرة التنافسية يتميز باقتراح محدد بشكل واضح يقترحه أحد الأطراف ويعارضه الطرف الآخر. يُعلن عن الفائز في المناظرة بأسلوب أكسفورد إما بتصويت الأغلبية أو أي فريق استطاع التأثير بشكل أكبر على الجمهور بين التصويتين. تتبع المناظرات حسب أسلوب أكسفورد هيكلية رسمية تبدأ بالجمهور الذين يدلون بأصواتهم قبل المناظرة على اقتراح إما مؤيد أو معارَض أو لم يقررون بعد. يقدم كل مشارك كلمة افتتاحية مدتها سبع دقائق، وبعدها يأخذ المشرف أسئلة من الجمهور مع تحديات بين الفريقين. أخيرًا، يقدم كل مشارك حجة ختامية مدتها دقيقتان، ويقدم الجمهور تصويتهم الثاني (والأخير) للمقارنة مع الأول.

## أشكال أخرى للمناظرة

### المناظرة على الإنترنت «أونلاين»
مع تزايد شعبية الإنترنت وتوافره، تبرز الآراء المختلفة بشكل متكرر. غالبًا ما يُعبّر عنها عبر المضايقة والأشكال الأخرى من الجدال، والتي تتكون أساسًا من التأكيدات، إلا أن مواقع المناظرة الرسمية موجودة. يختلف أسلوب المناظرة من موقع إلى آخر، مع تطور المجتمعات والثقافات المحلية. تعمل بعض المواقع على الترويج لإثارة الخلاف والذي يمكن أن يشابه «المضايقة» (الإهانة الشخصية لخصمك، والمعروفة أيضًا بنوع من مغالطة الشخصنة)، بينما تقوم مواقع أخرى بضبط هذه الأنشطة بشكل صارم وتشجع بقوة على البحث المستقل والحجج الأكثر تنظيمًا.
تعمل مجموعات القواعد على مواقع مختلفة عادةً على تنفيذ أو إنشاء الثقافة التي يتصورها مالك الموقع، أو في بعض المجتمعات الأكثر انفتاحًا، المجتمع نفسه. تُضبط عبر محتوى المنشور وأسلوبه وبنيته إلى جانب الاستخدام المتكرر لأنظمة «المكافآت» (مثل السمعة والألقاب وأذونات المنتدى) للترويج للأنشطة التي يُنظر إليها على أنها مثمرة مع عدم تشجيع الإجراءات غير المرحب بها. تختلف هذه الثقافات بما فيه الكفاية بحيث يمكن لمعظم الأنماط العثور على مكانة. تمارس بعض مجتمعات ومنتديات المناظرة عبر الإنترنت مناقشة السياسة عبر رفع الخطابات وعدد الكلمات المحددة مسبقًا لتمثيل الحدود الزمنية الموجودة في المناظرة الواقعية. تتميز هذه المناظرات الافتراضية عادة بفترات طويلة من الوقت التحضيري النظري، بالإضافة إلى القدرة على البحث أثناء الجولة.
في الأصل كانت معظم مواقع المناظرة أكثر بقليل من لوحات نشرات أونلاين. منذ ذلك الحين أصبح التطوير الخاص بالموقع شائعًا بشكل متزايد في تيسير أساليب المناظرة المختلفة.

## نماذج لبيئات حوارية
ومن البيئات التي يشيع فيها الحوار المجالس النيابية والهيئات التشريعية ودور القضاء ومجالس الإدارات.
إن الحكم على نتائج الحوار يقررها إما تصويت الجمهور كما في برنامج الوسطية للداعية الإسلامي والمدرب القيادي الكويتي طارق السويدان أو مناظرات الدوحة لمحطة بي بي سي، أو يقررها الحكام بشكل يشبه ما يتم في دور القضاء بعد ترافع كل طرف بحجته، أو بمزيج من الاثنين كما في القضاء المعتمد على المحلفين. والسبب الكامن لمشاركة الجمهور في تقرير النتيجة هو بدهية أن الحقائق تعتمد على إجماع العقلاء والخبراء، وتشيع المناظرات العامة كتقليد عام في ممارسات الانتخابات في بعض البلدان.

## من آداب الحوار
- الابتعاد عن التعميم فاستعمال عبارات عمومية تسمح بترك الباب مفتوحاً للاستثناءات ولا تترك مجالاً لتداول الكلام والأفكار؛ ويمكن أن نترك كلمة «مطلقاً»، و «دوماً»، واستعمال كلمة «بعض» بدل كلمة «كثير»، وكلمة «أحياناً» بدل كلمة «دوماً» استعمال عبارات أقل مجابهة «كثير منهم» فهي أفضل من «معظمهم».
- الابتعاد عن الأفراد والشخصنة والتركيز على الفكرة والموضوع.
- لا يجوز في أدب الحوار أن يقال للآخر «أنت مخطئ» بشكل مباشر، ومن الممكن القول «فكرتك غير صحيحة أو غير دقيقة»، وكقاعدة عامة الحوار يجب أن يدور حول الأفكار والوقائع وليس حول الأشخاص، فالهجوم والانتقاد كذلك على الفكرة وليس الشخص وكذلك الدفاع عن الفكرة وليس الشخص.
- لا ينفع الحوار حول الأمور الثابتة التي يصعب دحضها وينبغي تجنب المبالغات في الأمور المؤكدة أيضاً.
- توثيق المصادر والأرقام والتواريخ.
- التفريق بين الحجة والرأي، إن كان ما يطرحه المحاور مجرد رأيه فعليه التنبيه لذلك والاعتراف به لو تعرض للسؤال وإلا أضعف موقفه، ولا يجوز في أدب الحوار أن يلبس رأيه لبوس الحجة أو الحقيقة.
- كسب القلوب والمواقف قد يكون أهم من إثبات الفكرة، ولذلك يكون استعمال العبارات اللطيفة والمحببة عند طرح ما نخالف به الآخرين وهذا له دوره عندما يوجد جمهور للحوار كما في مناظرات الرئاسة الأمريكية التي يهتم فيها المتناظران بكسب المستمعين وليس اقناع الخصم.
- اكتساب النقاط والمواقف الإيجابية والمشتركة والتأكيد عليها
- التزام الواقعية والحكمة لأنه لا حاجة لإثبات كل نقطة ليكون الحوار ناجحاً، فالحرب قد ينتصر فيها من لم ينتصر في كل معاركها.
- التسليم للخصم أثناء الحوار ببعض النقاط لصالحه أمر جيد ولا يؤثر على النتيجة العامة وهو أكثر حضارية وأقل استثارة للعداوات.
- أهم قاعدة أن نتذكر أن الحوار ليس مشاجرة، ولذلك عندما تكون اللهجة أو انتقاء الكلمات تشي بالغضب والاحتقار فلنتجنبها؛ وفي القرآن الكريم «قل لعبادي يقولوا التي هي أحسن»، والأحسن شيء أرقى من الحسن
- تحديد مجال الحوار فقد نختلف مع الآخر في أكثر من مجال؛ من سياسي وديني وثقافي، فتحديد المجال يقلل من مدة الحوار ومن تشعبه ويرجح سهولة الوصول لثماره، وقد يكون الخلاف حول إثبات أمور هل هي موجودة أم لا، وبالمقابل قد يكون هو حول تفسيرها وتأويلها ولكل من الحالتين أسلوبها وأدلتها فالأول إثبات مصادر والثاني براهين استنتاجية.

## سلبيات الحوار الأخلاقية
رغم أن الحوار وسيلة حضارية لحل المشكلات وتوضيح الأفكار؛ فإنه بحسب طبيعة الجدل المكتنفة فيه قد يوقع المتحاورين في سلبيات وتزيد بعد الموقف بينهما بدل تقريبه وقد رصد مؤلف كتاب إحياء علوم الدين هذه السلبيات الأخلاقية (كتاب صدر في القرن العاشر) وأكد أن المناظرة لغاية إفحام الخصم وإظهار الأفضلية واستمالة الجماهير من أسوأ التوجهات الأخلاقية السلبية عند الإنسان وسوف تثمر عنده مما يلي:
- الحسد؛ لطبيعة المناظرة التي تكون إما غالب أو مغلوب والناس تمدح كلام واحد منهما.
- التكبر؛ إذ غاية كثير من المتحاورين إظهار الرفعة على زملاءهم.
- الحقد؛ وينشأ من استحسان الناس لكلام الخصم أو عدم اصغائهم إلى كلامه.
- الغيبة؛ فمن عادة الناس إعادة كلام خصمه وسقطاته مراراً.
- الكذب وشتم من لا يقف في صفه.
- امتداح النفس؛ أثناء المناظرة وبعدها.
- تتبع نقائص الآخرين؛ وبعض المحاورين يجهز قبل المناظرة من أسرار خصمه ما يحرجه وهذا يحصل في بعض الحوارات على الفضائيات.
- الفرح لمصاب الخصم والغم لسروره.
- النفاق؛ فمن العادة إبداء الظرف والمسرة للقاء الخصم ومصافحته والثناء عليه مع علم الطرفين بأن هذا مظهر كاذب.
- الاستكبار عن قبول الحق والحرص على المماراة حتى تصبح المماراة والجدل عادة طبيعية عند المحاور فيقوم لمعارضة أي كلام يسمعه.
- الرياء وطلب رضا الجمهور إذ يغلب على المناظرين طلب الثناء من الناس ولو على حساب الحقيقية.
- قد يتطور الحوار إلى مشاجرة؛ وهذا للأسف يحدث في بعض البرلمانات والبرامج المشهورة.
- الغضب.